# Tiglat-Pileser I

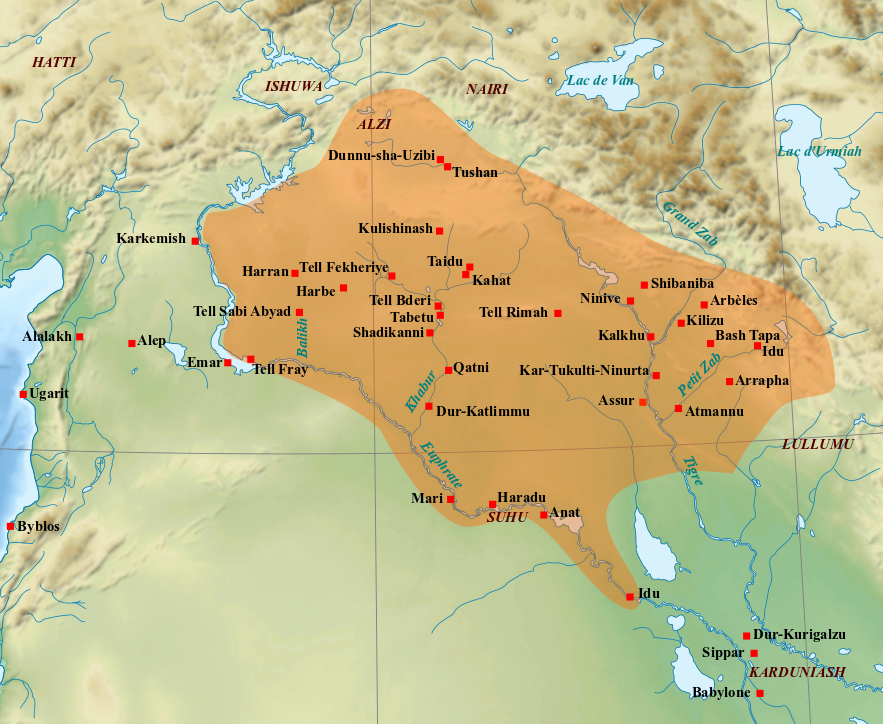
Zasięg terytorialny królestwa średnioasyryjskiego w okresie jego największego rozwoju (koniec XIII – początek XI w. p.n.e.)

Tiglat-Pileser I, właśc. Tukulti-apil-Eszara I (akad. Tukultī-apil-Ešarra, tłum. „W synu świątyni E-szara jest moja ufność”) – król Asyrii, syn i następca Aszur-resza-iszi I; według Asyryjskiej listy królów panować miał przez 39 lat. Jego rządy datowane są na lata 1114–1076 p.n.e. Podczas jego panowania Asyria pozostawała nadal krajem rozległym terytorialnie oraz o dobrze zorganizowanej armii zdolnej do podejmowania wypraw wojennych.

## Walki z Frygami
Okres panowania Tiglat-Pilesera I obfitował w liczne przesunięcia etniczne na terenie Bliskiego Wschodu. Teksty asyryjskie z tego okresu wspominają o pojawieniu się w północnych granicach Asyrii ludu Muszku. Lud ten przekroczył góry Taurus i posuwając się wzdłuż Tygrysu wkroczył do asyryjskiej prowincji Kummuhu, gdzie dalszy ich pochód został zatrzymany przez Tiglat-Pilesera I. W celu zabezpieczenia północnej granicy władca ten wkroczył na obszar Wyżyny Armeńskiej, gdzie dotarł do miasta Malazgird na północ od jeziora Wan. Dotarł najdalej w głąb Azji Mniejszej spośród ówczesnych władców Asyrii.

## Kampanie przeciwko Aramejczykom
Kolejnym celem króla było powstrzymanie naporu plemion aramejskich, które – po przekroczeniu Eufratu – zagrażały Asyrii od zachodu. Kampanię przeciwko nim Tiglat-Pileser I opisał na jednej ze swych steli:

Ruszyłem na Karduniasz. Wdarłem się do babilońskich pałaców należących do Marduk-nadin-ahhe, króla Karduniasz i je spaliłem... Dwukrotnie wystawiłem przeciw Marduk-nadin-ahhe linię wozów bojowych i go zwyciężyłem

Podczas jednej z kampanii podbił Syrię, oraz dotarł do fenickiego wybrzeża. Zmusił Sydon, Byblos i Arwad do płacenia daniny Asyrii.

## Wojna z Babilonią
W roku 1107 p.n.e. stoczył zwycięską wojnę z Babilonią, która pomimo niepowodzeń zdołała mu się przeciwstawić:

Ruszyłem na Karduniasz. Wdarłem się do babilońskich pałaców należących do Marduk-nadin-ahhe, króla Karduniasz i je spaliłem... Dwukrotnie wystawiłem przeciw Marduk-nadin-ahhe linię wozów bojowych i go zwyciężyłem

Asyryjczycy w czasie tej kampanii złupili Babilon, Sippar, Dur-Kurigalzu i Opis, jednak nie pociągnęło to za sobą większych politycznych następstw.
Babilończycy nawet chwilowo zdołali opanować Ekallatum w pobliżu Aszur i wywieźli stamtąd posągi asyryjskich bóstw.

## Osoba króla
Tiglat-Pileser I w inskrypcjach przedstawia siebie jako wytrawnego myśliwego, który w Hanigalbacie polował na byki, w kraju Harran na słonie i lwy, natomiast przebywając nad wybrzeżem Morza Śródziemnego upolował delfina i narwala.
Podczas panowania Tiglat-Pilesera I spisano asyryjskie prawo. 
Prowadził on udane kampanie wojenne dzięki szerszemu od swoich poprzedników zastosowaniu żelaza do wyrobu broni.